# Emmi Leisner

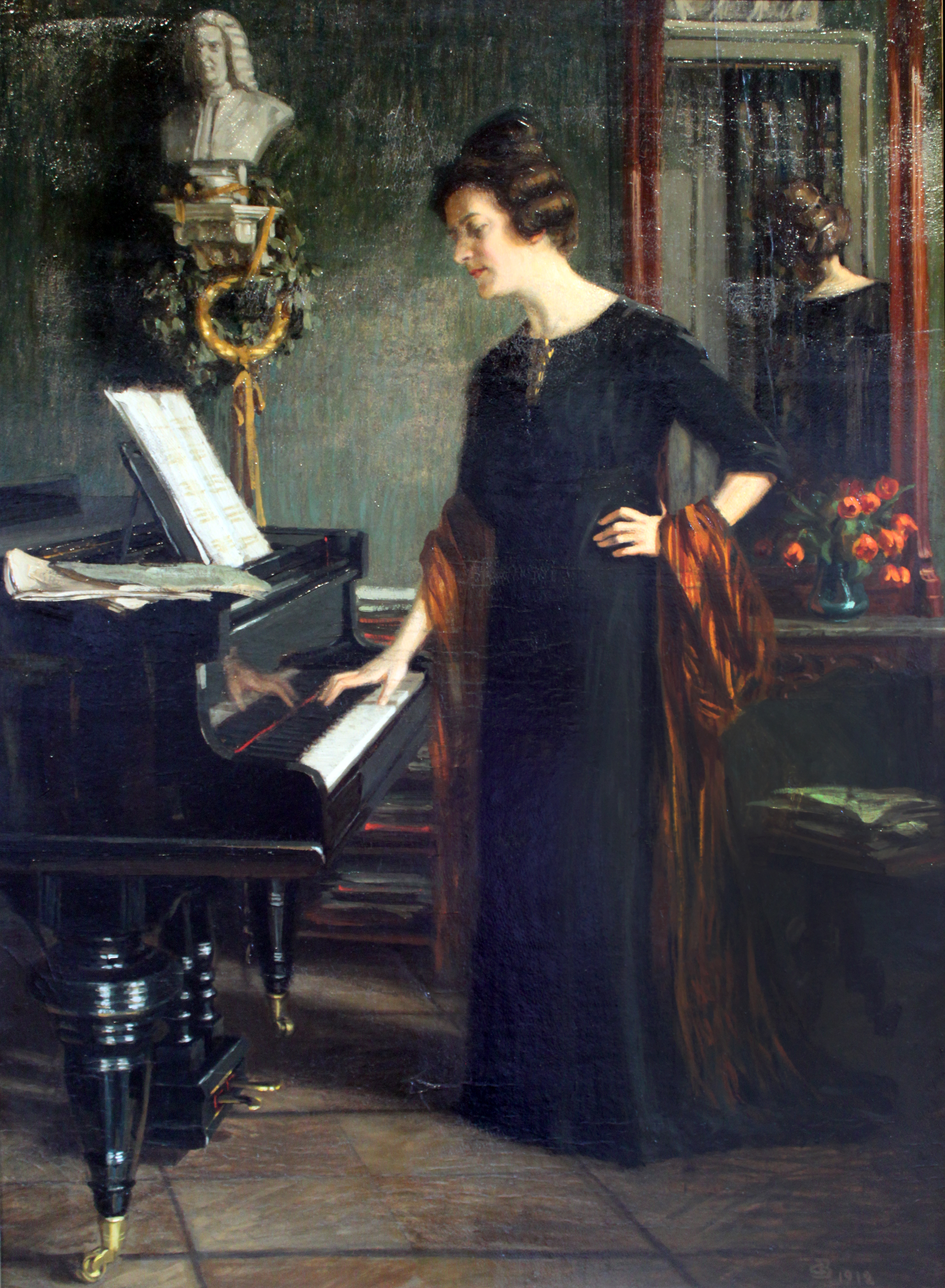
Emmi Leisner, 1912, porträtterad av Carl Bantzer.

Emmi Leisner, född den 8 augusti 1885 i Flensburg, död den 12 januari 1958, var en tysk altsångerska.
Leisner fick sin utbildning av Helene Breest i Berlin, var 1912–1921 anställd vid Berlins hovopera, senare vid Deutsche Oper Berlin. Hon gästade Kungliga Teatern i Stockholm 1919 och 1922. Senare vann Leisner stor popularitet som konsertsångerska genom sin mörka röst och intensitet i framställningen.